# Пипець 2
«Пипець 2» (оригінальна назва англ. Kick-Ass 2) — американський супергеройський комедійний бойовик режисера Джеффа Водлоу (також був сценаристом), що вийшов влітку 2013 року, продовження фільму Пипець. У головних ролях Аарон Джонсон, Хлоя Морец і Джим Керрі.
Продюсуванням картини зайнялися Бред Пітт, Девід Рід і Меттью Вон. В Україні прем'єра відбулася 15 серпня 2013 року.

## Сюжет
Після блискучого успіху Пипця, жителі міста Нью-Йорк стали розуміти, що треба щось робити, але точно не боятися! І ось, потихеньку починають з'являтися нові герої в масках. Серед таких особливо виділяється група, очолювана Полковником Зірки і Смуги, з яким Пипець здружився. Але зло не спало, а лише збирало сили для нового удару. Падлюче Падло вирішує зібрати свою банду лиходіїв і помститися Пипцю за смерть батька.

## У ролях
| Актор                 | Персонаж                                                                                    | Роль                        |
| --------------------- | ------------------------------------------------------------------------------------------- | --------------------------- |
| Аарон Тейлор-Джонсон  | Девід «Дейв» Лізевскі / Пипець (англ. David "Dave" Lizewski / Kick-Ass)                     |                             |
| Хлоя Морец            | Мінді Макреді / Мочилка (англ. Mindy Macready / Hit-Girl)                                   |                             |
| Крістофер Мінц-Плассе | Кріс Д'Аміко / Падлюче падло (англ. Chris D'Amico / The Mother Fucker)                      |                             |
| Джим Керрі            | Сел Бертолінні / Полковник Зірки і Смуги (англ. Sal Bertolinni / Colonel Stars and Stripes) | лідер групи героїв у масках |
| Кларк Дюк             | Марті Ейзенберґ / Броньовик (англ. Marty Eisenberg / Battle Guy)                            |                             |
| Моріс Честнат         | Маркус Вільямс (англ. Marcus Williams)                                                      | детектив                    |
| Дональд Фейсон        | Доктор Гравітація (англ. Doctor Gravity)                                                    |                             |
| Джон Легвізамо        | Хав'єр (англ. Javier)                                                                       |                             |
| Август Прю            | Тодд / Капець (англ. Todd / Ass-Kicker)                                                     |                             |
| Ієн Глен              | Ральф (англ. Ralph)                                                                         |                             |
| Лінді Бут             | Міранда Сведлов / Нічна Видра (англ. Miranda Swedlow / Night Bitch)                         |                             |
| Роберт Еммс           | Девід Кірс / Людина-комаха (англ. David Keers / Insect Man)                                 |                             |
| Деніел Калуя          | Чорна смерть (англ. Black Death)                                                            |                             |
| Янсі Батлер           | місіс Д'Аміко (англ. Mrs. D'Amico)                                                          |                             |
| Бенедикт Вонґ         | містер Кім (англ. Mr. Kim)                                                                  |                             |
| Ліндсі Фонсека        | Кеті Доксма (англ. Katie Deauxma)                                                           |                             |
| Елла Пернелл          | Дольче (англ. Dolce)                                                                        |                             |

## Сприйняття

### Критика
Станом на 17 квітня 2013 року рейтинг очікування фільму на сайті Rotten Tomatoes становив 99 % із 14,785 голосів, на Kino-teatr.ua — 83 % (6 голосів).
Фільм отримав загалом змішані відгуки: Rotten Tomatoes дав оцінку 29 % на основі 132 відгуків від критиків (середня оцінка 4,7/10) і 74 % від глядачів із середньою оцінкою 3,8/5 (67,989 голосів), Internet Movie Database — 7,4/10 (15 201 голос), Metacritic — 41/100 (35 відгуків критиків) і 7,7/10 від глядачів (150 голосів).
Ігор Грабович в «Українська правда. Життя» поставив фільму 4,9/5, сказавши, що «фільм став ще брутальнішим, ще смішнішим і відійшов від так званого доброго смаку фактично на недосяжну для інших відстань… З часів „Похмілля у Веґасі“ студійне голлівудське кіно не було таким сатиричним та відвертим… фільм для підлітків будь-якого віку, шанувальників безкомпромісних бойовиків, брутальних жартів та похмурої міфології Kick-Ass».

### Касові збори
Під час показу у США, що почався 16 серпня 2013 року, протягом першого тижня фільм був показаний у 2,940 кінотеатрах і зібрав $13,332,955, що на той час дозволило йому зайняти 5 місце серед усіх тогочасних прем'єр. Станом на 20 серпня 2013 року фільм зібрав у прокаті у США $16,272,930, а у світі — $6,300,000, тобто $22,572,930 загалом при бюджеті $28 млн.